# SB alt 25
Az SB alt 24 egy szerkocsis gőzmozdonysorozat volt a Déli Vasútnál (németül: Südbahngeselschaft, SB), mely egy osztrák-magyar magánvasút-társaság volt. A mozdonyok 1864-ben SB 31 sorozatjelet kaptak. Valójában a négy mozdonyt a Kaiser Franz Joseph-Orientbahn vásárolta a Bécsújhelyi Mozdonygyártól, mely sem nevet, sem számot nem adott nekik.
A mozdonyok külsőkeretesek, belső vezérlésűek voltak Hall forgattyúval. A mozdonyszemélyzet időjárás elleni védelmét mindöösze egy egyszerű szélfogó - un.„Brille“  - szolgálta.
A mozdonyokat 1903 és 1908 között selejtezték.

## Fordítás
- Ez a szócikk részben vagy egészben  a   SB alt 25 című német Wikipédia-szócikk fordításán alapul.  Az eredeti cikk szerkesztőit annak laptörténete sorolja fel. Ez a jelzés csupán a megfogalmazás eredetét és a szerzői jogokat jelzi, nem szolgál a cikkben szereplő információk forrásmegjelöléseként. - Az eredeti szócikk forrásai szintén ott találhatóak.